# Абсалон, Жюльен
Жюльен Абсалон (фр. Julien Absalon, родился 16 августа 1980 года в городе Ремирмон, Вогезы)  —  французский профессиональный велогонщик в дисциплине кросс-кантри. Олимпийский чемпион 2004 и 2008 годов. Многократный чемпион мира и Европы.

## Карьера
Жюльен Абсалон выиграл золотые медали на летних Олимпийских играх 2004 и  летних Олимпийских играх 2008 годов. На летних Олимпийских играх 2012 года у него на первом круге прокололась велосипедная шина. 
Был шесть раз абсолютным победителем Кубка мира по маунтинбайку в 2003, 2006-2009, 2014 годах.  7 августа 2016 года завоевал Кубок мира по кросс-кантри. Пятикратный чемпион мира 2004-2007, 2014 годов в гонках кросс-кантри горном велосипеде. Он также выиграл все четырнадцать французских кросс-кантри чемпионатов в период с 2003 по 2016 год и  пять чемпионатов Европы (2006, 2013-2016). Завершил карьеру в 2018 году.

## Выступление на Олимпиадах
| Олимпиада  | Дисциплина         | Место |
| ---------- | ------------------ | ----- |
| Афины 2004 | Маунтинбайк, кросс | 1     |
| Пекин 2008 | Маунтинбайк, кросс | 1     |